# Aegaeon cataphractus
Aegaeon cataphractus is een garnalensoort uit de familie van de Crangonidae. De wetenschappelijke naam van de soort is voor het eerst geldig gepubliceerd in 1792 door Olivi.